# Discovery Islands
Die Discovery Islands sind eine Inselgruppe zwischen Vancouver Island und den küstennahen Bergen der Southern Pacific Ranges auf dem Festland von British Columbia. Sie liegen in der Salish Sea, einer Bucht des Pazifischen Ozeans im Staat Kanada und werden manchmal als Teil der Northern Gulf Islands angesehen. Außerdem sind sie die südlichsten Inseln, die noch zum Great Bear Rainforest gerechnet werden.
Die Insel der Gruppe sind von zahlreichen Passagen und Meerengen (Channel’s) umgeben. Die wichtigsten sind in Osten die Johnstone Strait und die Discovery Passage, welche beide Teil des Alaska Marine Highways sind, sowie im Westen der Desolation Sound. Nach Süden schließt sich dann die Strait of Georgia an.
Die Inselgruppe ist dünn besiedelt und liegt überwiegend im Strathcona Regional District (außer Hernando Island, dass im qathet Regional District liegt). Im Strathcona Regional District „B“ und „C“, der neben den Inseln auch den angrenzenden und ebenfalls nur sehr  dünn bewohnten Teil des Festlandes umfasst, leben laut der Volkszählung 2021 etwas mehr als 3.500 Menschen. Davon leben etwas mehr als 1.000 Menschen im Strathcona Regional District „B“, der im wesentlichen Cortes Island, Marina Island und Twin Islands umfasst.
Bei seiner Entdeckungsreise durch den pazifischen Nordwesten erreichte im Jahr 1792 der britische Entdecker George Vancouver, mit den Schiffen HMS Discovery und HMS Chatham, die Region. In den Gewässern vor dem heutigen Vancouver war er zuvor auf die spanischen Entdecker Dionisio Alcalá Galiano und Cayetano Valdés y Flores, mit deren Schiffen Sutil und Mexikana, getroffen. Die beiden Gruppen arbeiteten bei der Kartographierung der Gewässer zwischen dem Festland und Vancouver Island eine Zeit lang zusammen. Vor der Ankunft der Europäer war die Region jedoch Heimat verschiedener Gruppen der First Nations.

## Inseln
Zur Inselgruppe gehören u. a. folgende größere Inseln und Inselgruppen:
- Cortes Island
- East Redonda Island
- East Thurlow Island
- Hardwicke Island
- Hernando Island
- Maurelle Island
- Quadra Island
- Raza Island
- Read Island
- Rendezvous Islands
- Sonora Island
- Stuart Island
- Twin Islands
- West Redonda Island
- West Thurlow Island

## Verkehr
Die Inseln Quadra Island und Cortes Island haben Fährverkehr, der durch BC Ferries wahrgenommen wird. Die anderen Inseln kann man mit Wasserflugzeugen oder Privatbooten erreichen.